# Vene intercostale
Venele intercostale sunt un grup de vene care drenează zona dintre coaste ("costae"), numită spațiul intercostal. 
Ele pot fi împărțite după cum urmează: 
- Vene intercostale anterioare
- Vene intercostale posterioare
  - Vena intercostală posterioară care se varsă în vena intercostală supremă - primul spațiu intercostal
  - Venele intercostale anterioare care se varsă în vena intercostală superioară - spațiile intercostale 2, 3 și 4. Vena intercostală superioară se varsă apoi în vena azygos.
  - Venele intercostale posterioare care se varsă direct în vena azygos - în spațiile 5-11.
  - Vena subcostală - de sub coasta inferioară (a 12-a) și, de asemenea, se varsă în vena azygos.